# 프랑스어권 아메리카
프랑스어권 아메리카(프랑스어: Amérique française)는 영어 중심의 앵글로 아메리카와 구분되게 아메리카에서 프랑스어를 사용하는 화자 및 그들의 디아스포라 공동체, 특히 아메리카 대륙의 초기 프랑스 식민지였던 누벨 프랑스에 기원을 둔 사람들과 지역을 의미한다.
캐나다 퀘벡주는 프랑스어권 아메리카 공동체의 중심지이며, 프랑스어권 아메리카 대부분 지역의 기원지이다. 또한 캐나다의 모든 주(특히 프랑스어 화자가 인구의 약 3분의 1인 뉴브런즈윅주), 생피에르 미클롱, 생마르텡, 생바르텔레미, 마르티니크, 과들루프(모두 프랑스의 일부), 카리브해의 세인트루시아와 아이티, 남미의 프랑스령 기아나(프랑스의 해외 지역). 또한 미국의 일부(뉴잉글랜드, 루이지애나, 미시시피, 플로리다, 텍사스, 캘리포니아, 일리노이, 뉴욕), 도미니카 공화국, 도미니카, 그레나다, 트리니다드 토바고에서도 소수의 프랑스어 사용자들이 있다.
프랑스어는 라틴어 기원의 로망스어군이기 때문에, 프랑스어권 아메리카는 라틴 아메리카의 일부로 간주되기도 하지만, 이 용어는 히스패닉 아메리카와 포르투갈어권 아메리카, 또는 단순히 미국의 남쪽에 있는 아메리카 대륙(주로 중남미 지역)을 가리키는 경우가 더 많다.

## 같이 보기
- 앵글로 아메리카
- 라틴 아메리카
- 히스패닉 아메리카
- 이베로 아메리카